# Hartmut Kiewert
Hartmut Kiewert (* 1980 in Koblenz) ist ein deutscher bildender Künstler.

## Leben
Hartmut Kiewert absolvierte nach dem Abitur im Jahr 2000 seinen Zivildienst und begann 2001 ein Studium der Architektur an der Technischen Universität Berlin. Im Jahr 2003 wechselte er den Studiengang und studierte Malerei und Grafik an der Burg Giebichenstein Kunsthochschule Halle bei Ute Pleuger, Annette Krisper-Beslic und Thomas Rug, wo er 2010 diplomierte mit Auszeichnung. Im Anschluss absolvierte er bis 2012 ein Aufbaustudium bei Thomas Rug ebenda. Seit 2012 ist Kiewert als freischaffender Künstler tätig, zunächst in Witzenhausen. Seit 2014 lebt und arbeitet er in Leipzig.

## Werk
Kiewerts künstlerisches Werk umfasst hauptsächlich Malerei, sowie Zeichnung und Druckgrafik. Seit 2008 beschäftigt er sich monothematisch und aus einer herrschaftskritischen Perspektive mit gesellschaftlichen Mensch-Tier-Verhältnissen, insbesondere dem Verhältnis zu so genannten „Nutztieren“. Zunächst thematisiert er die Gewaltförmigkeit der Tierindustrie ganz direkt, in dem er etwa Fleischwerbung persifliert und auf die empfindungsfähigen Tierkörper verweist, welche meist aus dem Bewusstsein der Konsumierenden verdrängt werden. Ab 2011 entwickelt er utopische Szenarien eines herrschaftsfreien Mensch-Tier-Verhältnisses und bricht den objektivierenden Blick auf andere Tiere auf. Schweine, Kühe, Hühner und andere Tiere sind in seinen Bildwelten den Mastanlagen und Schlachthöfen entkommen und erobern menschliche Wohnräume, Parks, Einkaufszentren und Straßen und begegnen  Menschen auf Augenhöhe. Hartmut Kiewert lebt seit 2001 vegetarisch und seit 2008 vegan. Auch bei den verwendeten Materialien für seine Werke, wie Pinseln und Farben, achtet er darauf, dass keine tierlichen Bestandteile zur Anwendung kommen.

## Ausstellungen (Auswahl)

### Einzelausstellungen
- 2011: mensch_tier, Moritzhof, Magdeburg[7]
- 2012: Evolution of Revolution, Sanaa-Gebäude, Essen[8]
- 2020: Animal Utopia, BBK Leipzig[9]
- 2021: Animal Utopia, Essenheimer Kunstverein[10]
- 2022: Animal Utopia, Stadtmuseum / Kleine Galerie Döbeln[3]
- 2024: MULTISPECIES FUTURES*, Zitadelle, Berlin[11]

### Gruppenausstellungen
- 2006: Welt der Träume, Kunstverein Merseburg[12]
- 2008 Ostrale, Dresden[13]
- 2009: Ring frei, Kunststudentinnen und Kunststudenten stellen aus, Kunst- und Ausstellungshalle der Bundesrepublik Deutschland, Bonn[14]
- 2011: Gleich Zeit, Shedhalle, Tübingen[15]
- 2015: I wanna be your dog – Positionen zur Mensch-Tier-Beziehung in der aktuellen Kunst, Künstlerhaus Dortmund[16]
- 2016: Animal Lovers, Neue Gesellschaft für Bildende Kunst, Berlin[17]
- 2017: Simulacri, Kunsthalle Faust, Hannover[18]
- 2017: ArtGenossen – das Tier und wir, Städtische Galerie Fähre, Bad Saulgau[19]
- 2018: Der Raum zwischen uns / über die Natur die wir teilen, Nietzsche Dokumentationszentrum Naumburg[20]
- 2019: Kunstpreis der Stadt Weilburg, Bergbau- und Stadtmuseum, Weilburg an der Lahn[21]
- 2019: Die Zukunft ist das neue Ding, Kunststiftung des Landes Sachsen-Anhalt, Halle (Saale)[22]
- 2019: FoodFuturesArt, Kunsthalle Faust, Hannover[23]
- 2020: Animal Transition, Städtische Galerie Ehingen[24]
- 2021: Multispecies Futures – Hartmut Kiewert & Roger Löcherbach, Cubus Kunsthalle, Duisburg[25]
- 2022: 72. Bayreuther Kunstausstellung[26]
- 2022: Perron-Kunstpreis, Frankenthal[27]
- 2023: Ostrale Biennale 23, Dresden[28]
- 2023: Steinbruch 2, Kunstverein der Stadt Glauchau[29]
- 2023: Fantastische Tierwelten, Kunstmuseum Heidenheim[30]
- 2024: Verrückt nach Fleisch, Museum Brot und Kunst, Ulm[31]
- 2024: Flawless, BBK, Leipzig[32]
- 2024: Hello Nature. Wie wollen wir zusammen leben?, Germanisches Nationalmuseum, Nürnberg[33]
- 2024: Start Sniffing, Kunsthalle Exnergasse, Wien[34]
- 2024: Bitte zu Tisch!, Museum Villa Rot, Burgrieden[35]